# Ballon d'or 2006
Navigation
Édition précédente Édition suivante
Le Ballon d'or 2006, qui récompense le meilleur footballeur de l'année évoluant en Europe, a été attribué à Fabio Cannavaro le 27 novembre 2006.

## Contestations

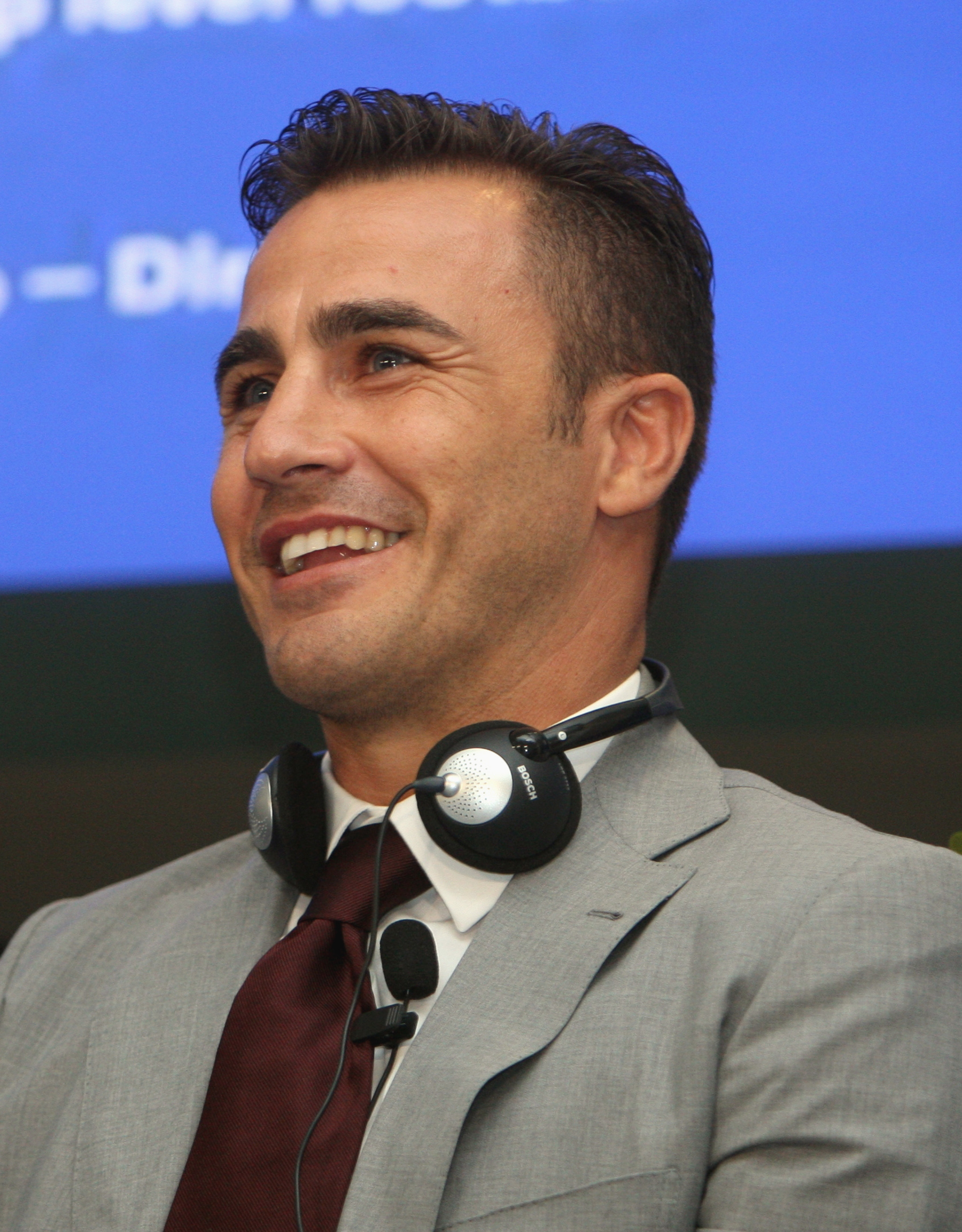
Fabio Cannavaro

Le ballon d’or 2006 a suscité de vives polémiques. Les avis furent très partagés quant à l'attribution de ce titre à Fabio Cannavaro. Certains voyaient le brésilien Ronaldinho, se succéder à lui-même, alors que d'autres souhaitaient plutôt la victoire de Thierry Henry. Un autre groupe arguait qu'il était préférable de voter pour Gianluigi Buffon. Mais beaucoup pensent que le ballon d'or revenait légitimement à Zinédine Zidane après une épopée épique en coupe du monde 2006 où il emmène son équipe nationale en finale de la compétition ou encore à Samuel Eto'o qui avait fait une très bonne saison avec l'équipe du FC Barcelone.

## Classement complet
| Rang | Nom                | Club                     | Nationalité   | Points |
| 1    | Fabio Cannavaro    | Juventus FC Real Madrid  | Italie        | 173    |
| 2    | Gianluigi Buffon   | Juventus FC              | Italie        | 124    |
| 3    | Thierry Henry      | Arsenal FC               | France        | 121    |
| 4    | Ronaldinho         | FC Barcelone             | Brésil        | 73     |
| 5    | Zinédine Zidane    | Real Madrid Retraite     | France        | 71     |
| 6    | Samuel Eto'o       | FC Barcelone             | Cameroun      | 67     |
| 7    | Miroslav Klose     | Werder Brême             | Allemagne     | 29     |
| 8    | Didier Drogba      | Chelsea FC               | Côte d'Ivoire | 25     |
| 9    | Andrea Pirlo       | Milan AC                 | Italie        | 17     |
| 10   | Jens Lehmann       | Arsenal FC               | Allemagne     | 13     |
| 11   | Deco               | FC Barcelone             | Portugal      | 11     |
| 11   | Kaká               | Milan AC                 | Brésil        | 11     |
| 13   | Franck Ribéry      | Olympique de Marseille   | France        | 9      |
| 14   | Cristiano Ronaldo  | Manchester United        | Portugal      | 5      |
| 14   | Gennaro Gattuso    | Milan AC                 | Italie        | 5      |
| 14   | Patrick Vieira     | Juventus FC Inter Milan  | France        | 5      |
| 17   | Frank Lampard      | Chelsea FC               | Angleterre    | 3      |
| 17   | Lukas Podolski     | FC Cologne Bayern Munich | Allemagne     | 3      |
| 17   | Carles Puyol       | FC Barcelone             | Espagne       | 3      |
| 20   | Juninho            | Olympique lyonnais       | Brésil        | 2      |
| 20   | Lionel Messi       | FC Barcelone             | Argentine     | 2      |
| 20   | John Terry         | Chelsea FC               | Angleterre    | 2      |
| 20   | Luca Toni          | ACF Fiorentina           | Italie        | 2      |
| 20   | Gianluca Zambrotta | Juventus FC Barcelone    | Italie        | 2      |
| 25   | Philipp Lahm       | Bayern Munich            | Allemagne     | 1      |
| 25   | David Villa        | Valence CF               | Espagne       | 1      |

## Liste des 50 sélectionnés
- La liste des sélectionnés est composée de 38 Européens, 7 Sud-Américains, 4 Africains et 1 Asiatique.
- La nation la mieux représentée est la France avec 11 sélectionnés, suivi de l'Italie (7).
- Le club le mieux représenté est Chelsea FC avec 9 sélectionnés.
- Zinedine Zidane est le premier joueur retraité sélectionné.

| Nom                    | Équipe                 | Pays          |
| Michael Ballack        | Chelsea FC             | Allemagne     |
| Gianluigi Buffon       | Juventus FC            | Italie        |
| Tim Cahill             | Everton FC             | Australie     |
| Fabio Cannavaro        | Real Madrid            | Italie        |
| Joe Cole               | Chelsea FC             | Angleterre    |
| Grégory Coupet         | Olympique lyonnais     | France        |
| Cris                   | Olympique lyonnais     | Brésil        |
| Cristiano Ronaldo      | Manchester United      | Portugal      |
| Deco                   | FC Barcelone           | Portugal      |
| Mahamadou Diarra       | Real Madrid            | Mali          |
| Didier Drogba          | Chelsea FC             | Côte d'Ivoire |
| Michael Essien         | Chelsea FC             | Ghana         |
| Samuel Eto'o           | FC Barcelone           | Cameroun      |
| Cesc Fàbregas          | Arsenal FC             | Espagne       |
| William Gallas         | Arsenal FC             | France        |
| Gennaro Gattuso        | Milan AC               | Italie        |
| Steven Gerrard         | Liverpool FC           | Angleterre    |
| Ludovic Giuly          | FC Barcelone           | France        |
| Fabio Grosso           | Inter Milan            | Italie        |
| Thierry Henry          | Arsenal FC             | France        |
| Juninho                | Olympique lyonnais     | Brésil        |
| Kaká                   | Milan AC               | Brésil        |
| Miroslav Klose         | Werder Brême           | Allemagne     |
| Philipp Lahm           | Bayern Munich          | Allemagne     |
| Frank Lampard          | Chelsea FC             | Angleterre    |
| Jens Lehmann           | Arsenal FC             | Allemagne     |
| Claude Makélélé        | Chelsea FC             | France        |
| Florent Malouda        | Olympique lyonnais     | France        |
| Édison Méndez          | PSV Eindhoven          | Équateur      |
| Lionel Messi           | FC Barcelone           | Argentine     |
| Andrea Pirlo           | Milan AC               | Italie        |
| Lukas Podolski         | Bayern Munich          | Allemagne     |
| Carles Puyol           | FC Barcelone           | Espagne       |
| Franck Ribéry          | Olympique de Marseille | France        |
| Juan Román Riquelme    | Villarreal CF          | Argentine     |
| Arjen Robben           | Chelsea FC             | Pays-Bas      |
| Ronaldinho             | FC Barcelone           | Brésil        |
| Wayne Rooney           | Manchester United      | Angleterre    |
| Willy Sagnol           | Bayern Munich          | France        |
| Andriy Shevchenko      | Chelsea FC             | Ukraine       |
| Bastian Schweinsteiger | Bayern Munich          | Allemagne     |
| John Terry             | Chelsea FC             | Angleterre    |
| Lilian Thuram          | FC Barcelone           | France        |
| Tiago                  | Olympique lyonnais     | Portugal      |
| Luca Toni              | ACF Fiorentina         | Italie        |
| Fernando Torres        | Atlético de Madrid     | Espagne       |
| Patrick Vieira         | Inter Milan            | France        |
| David Villa            | Valence CF             | Espagne       |
| Gianluca Zambrotta     | FC Barcelone           | Italie        |
| Zinédine Zidane        | retraite               | France        |